# Ауербах-ін-дер-Оберпфальц
Ауербах-ін-дер-Оберпфальц (нім. Auerbach in der Oberpfalz) — місто в Німеччині, розташоване в землі Баварія. Підпорядковується адміністративному округу Верхній Пфальц. Входить до складу району Амберг-Зульцбах.
Площа — 70,33 км2. Населення становить 8717 осіб (станом на 31 грудня 2020).

## Географії

### Адміністративний поділ
Місто  складається з 8 районів:
- Дегельсдорф
- Гунцендорф
- Міхельфельд
- Насніц
- Ніцльбух
- Ранна
- Ранценталь
- Цогенройт